# Peperomia negrosensis
Peperomia negrosensis är en pepparväxtart som beskrevs av C. Dc.. Peperomia negrosensis ingår i släktet peperomior, och familjen pepparväxter. Inga underarter finns listade i Catalogue of Life.